# Ouarville
Ouarville è un comune francese di 591 abitanti situato nel dipartimento dell'Eure-et-Loir nella regione del Centro-Valle della Loira.

## Storia

### Simboli
Lo stemma comunale si blasona:
Vi è raffigurato il Grande Mulino in legno del XVII secolo, o Mulino Ferron, situato nei pressi di Ouarville, classificato Monumento storico di Francia nel 1941 e simbolo del paese.

## Società

### Evoluzione demografica
Abitanti censiti